# Cantón de Quérigut
El cantón de Quérigut era una división administrativa francesa, que estaba situada en el departamento de Ariège y la región de Mediodía-Pirineos.

## Composición
El cantón estaba formado por siete comunas:
- Artigues
- Carcanières
- Mijanès
- Le Pla
- Le Puch
- Quérigut
- Rouze

## Supresión del cantón de Quérigut
En aplicación del Decreto nº 2014-174 de 18 de febrero de 2014, el cantón de Quérigut fue suprimido el 22 de marzo de 2015 y sus 7 comunas pasaron a formar parte del nuevo cantón de Alto Ariège.